# Yazīd III le Réducteur
Yazīd III le Réducteur ou ʾAbū Ḫālid An-Nāqiṣ Yazīd ibn Al-Walīd (en arabe : أبو خالد الناقص يزيد بن الوليد), né en 705 et mort le 3 ou le 4 octobre 744, est le douzième calife omeyyade. Il succède à son cousin Al-Walīd II en 744. Il est le fils d'Al-Walīd Ier.

## Jeunesse et accession au pouvoir
Yazīd est le fils du calife Al-Walīd Ier et d'une princesse sogdienne. À la mort de son père, il ne peut lui succéder, étant trop jeune. Pendant le règne de son cousin Al-Walīd II, Yazīd se prononce contre son attitude, jugée immorale, ainsi que sa politique qui favorise les Arabes, notamment les Banū Qays, aux dépens des Yéménites et des non Arabes. Yazīd reçoit le soutien de nombreuses factions, notamment les qadarites, et finit par renverser Al-Walīd II. Les fils de ce dernier, qui avaient été choisis de son vivant pour lui succéder, sont emprisonnés.

## Califat et mort
Lorsqu'il devient calife, Yazīd III promet de bien gérer les finances du Califat, notamment en évitant de se lancer dans des travaux de construction, de dépenser de l'argent pour femmes et enfants et de transférer des fonds d'une province à l'autre, sans raison. Il promet également de ne pas maintenir les troupes sur le terrain trop longtemps, d'éviter les sur-taxations, de lutter contre les discriminations et de rendre ses paiements à temps. Aussi, il promet d'abdiquer s'il ne tient pas ses promesses, et tient au principe électif du califat. Yazīd III tient son surnom de Réducteur du fait de sa réduction des rentes militaires de 10 %.
Yazīd III laisse le gouvernement de l'Arménie à Marwān ibn Muḥammad et celui du Khorassan à Naṣr ibn Sayyār Al-Layṯiyy. Il remplace cependant Yūsuf ibn ʿUmar par Manṣūr ibn Ǧumhur en tant que gouverneur d'Irak. Yūsuf ibn ʿUmar, qui avait torturé puis tué Ḫālid ibn ʿAbd Allāh, est tué par le fils de ce dernier.
Yazīd III meurt d'une tumeur cérébrale le 3 ou le 4 octobre 744, après six mois de règne. Son frère ʾIbrāhīm lui succède.